# Neostygarctus
Famille
Genre
Neostygarctus, unique représentant de la famille des Neostygarctidae,  est un genre de tardigrades. 

## Liste des espèces
Selon Degma, Bertolani et Guidetti, 2017 :
- Neostygarctus acanthophorus Grimaldi de Zio, D'Addabbo Gallo & Morone De Lucia, 1982
- Neostygarctus lovedeluxe Fujimoto & Miyazaki, 2013
- Neostygarctus oceanopolis Kristensen, Sørensen, Hansen & Zeppilli, 2015

## Publications originales
- Grimaldi de Zio, D'Addabbo Gallo & Morone De Lucia, 1982 : Neostygarctus acanthophorus, n. gen. n. sp., nuovo tardigrado marino del Mediterraneo. Cahiers de Biologie Marine, vol. 23, no 3, p. 319-323.
- Grimaldi de Zio, D'Addabbo Gallo & Morone De Lucia 1987 : Adaptive radiation and phylogenesis in marine Tardigrada and the establishment of Neostygarctidae, a new family of Heterotardigrada. Bollettino di Zoologia, vol. 54, no 1, p. 27-33.